# Weltschmerz (Fish)
Weltschmerz is het 12e studioalbum van de Schotse zanger Fish. Dit progressieve rockalbum werd in 2020 uitgebracht. Fish heeft aangegeven met dit dubbelalbum zijn muziekcarrière te willen afsluiten.

## Thema
Dit is geen conceptalbum; toch vormt Weltschmerz – als droefheid om de onvolmaaktheid van de wereld – thematisch een rode draad, zonder een deprimerend karakter te krijgen. Het nummer Garden of Remembrance is in 2020 door Prog Report gekozen tot song van het jaar; het geeft weer hoe het aanvoelt een geliefde van je weg te zien glijden in dementie. Little Man What Now schreef Fish naar aanleiding van de dood van zijn vader; de titel is ontleend aan het gelijknamige boek van Hans Fallada. This Party’s Over is de weerslag van Fish’ proces om zijn drankgebruik weer terug te dringen en dankt zijn titel aan de roman van Richard Lindberg. Rose of Damascus vertelt het verhaal van een jonge Syrische vluchtelinge. De dynamiek van dit epische nummer, waarin de politieke en religieuze kloven die het Midden-Oosten verscheurd hebben tegen het licht worden gehouden, versterkt hierbij de contrasten en is mede te danken aan de strijkers van het Scottish Chamber Orchestra. De afsluitende titelsong is een “statement” en “eclectisch”.
Het autobiografische album wordt, in navolging van A feast of consequences, opnieuw opgeluisterd met blazers en strijkers. Het keert daarmee min of meer terug naar de symfonische rock, zoals Fish die op Vigil in a wilderness of mirrors wist vast te leggen, al bevat het ook twee folknummers.
Zelf is Fish zeer content met deze monumentale afsluiter. De tournee bij dit album is herhaaldelijk uitgesteld in verband met de Covid-19-crisis. En vanaf 2021 legt hij zich toe op het schrijven van boeken en een filmscript.

## Recensies
Weltschmerz is door recensenten positief ontvangen. De liedteksten worden alom geprezen. Vooral over Rose of Damascus was men lyrisch. Over de muziek lopen de meningen uiteen. Zo schreef Günter Schote op de Babyblaue Seiten: “Und wahrlich großartigen Progressive Rock gibt es auf „Weltschmerz“ zu hören…” (En er valt werkelijk grootse progressieve rock op ‘Weltschmerz’ te horen.) Terwijl Nik Brückner aangeeft dat hij het album, muzikaal beschouwd, te simpel vindt en laat daarbij de termen “New-Artrock-Kiste” en “Oberflächenphänomen” vallen. Voor Geoff Bailie van Prog Report daarentegen is het simpelweg een van de beste uit Fish’ loopbaan. En Maurice van der Zalm van Rockportaal verliest zichzelf in de muziek en ziet dit album als een mooie “bloemlezing van de poëzie van deze schrijver.” Stéphane Rousselot constateert in Amarok Magazine dat de stem van Fish veel expressiever klinkt. Jacco Stijkel noemt Weltschmerz op ProgWereld een “zeer waardige afsluiter” en roemt “het symfonische gehalte van deze cd.” Jan Vranken van Maxazine noemt het “een meesterwerk dat de tand des tijds zal gaan doorstaan en door de jaren heen alleen maar mooier zal gaan worden.”

## Noteringen
In Nederland heeft het album de hitlijsten niet gehaald. De verkoopcijfers waren in Groot-Brittannië in de week waarin het album is uitgebracht zo hoog, dat het normaal gesproken op nummer 2 de Britse Albumlijst zou zijn binnengekomen. Doordat Fish de gehele productie echter in eigen hand heeft gehouden, geen samenwerking was aangegaan met enig ander platenlabel en zodoende het album niet via de officiële kanalen distribueerde, is Weltschmerz niet in deze hitlijst opgenomen.

## Musici
- Fish – zang
- Craig Blundell – slagwerk
- Robin Boult – gitaar, akoestische gitaar, slide gitaar
- Liam Bradley – percussie
- Doris Brendel – achtergrondzang
- Liam Holmes – piano, orgel, synthesizer
- David Jackson – saxofoon
- Foss Paterson - toetsinstrumenten
- Steve Vantsis – basgitaar, akoestische basgitaar, fretloze basgitaar, elektrisch gitaar, synthesizer

Met medewerking van:
- John Mitchell – akoestische gitaar, elektrisch gitaar op Rose of Damascus[b]
- Scottish Chamber Orchestra

## Titels
Alle nummers zijn geschreven door Fish, Robin Boult en Steve Vantsis, tenzij anders aangegeven.
| Nr. | Titel                                    | Duur  |
| --- | ---------------------------------------- | ----- |
| 1.  | The Grace of God (Dick, Vantsis, Boult)  | 8:17  |
| 2.  | Man With a Stick (Dick, Vantsis, Boult)  | 6:30  |
| 3.  | Walking on Eggshells (Dick, Vantsis)     | 7:15  |
| 4.  | This Party’s Over (Dick, Vantsis, Boult) | 4:23  |
| 5.  | Rose of Damascus (Dick, Vantsis, Boult)  | 15:43 |

| Nr. | Titel                                                   | Duur  |
| --- | ------------------------------------------------------- | ----- |
| 1.  | Garden of Remembrance (Dick, Mitchell)                  | 6:05  |
| 2.  | C Song (The Trondheim Waltz) (Dick, Boult, Paterson)    | 4:42  |
| 3.  | Little Man What Now (Dick, Vantsis, Boult)              | 10:52 |
| 4.  | Waverley Steps (End of the Line) (Dick, Vantsis, Boult) | 13:48 |
| 5.  | Weltschmerz (Dick, Vantsis)                             | 6:46  |

- MusicBrainz release group: 5cc3a1a7-cd59-4d06-bdeb-35c3e524cd40